# Out Live
Out Live (アウトライブ?) è un videogioco di ruolo del 1989 sviluppato da Sunsoft per PC Engine. Nel 2007 Konami ha pubblicato una versione per Wii distribuita tramite Virtual Console.